# 石原昌淳

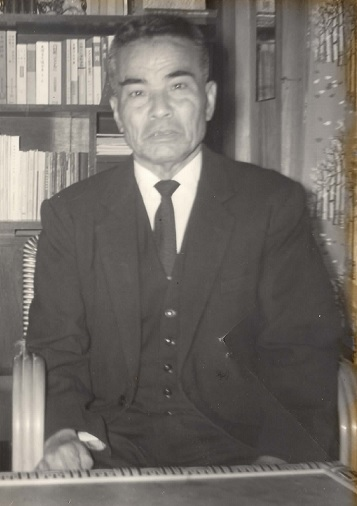
石原 昌淳　64歳時/1964年 旧美里村字大里の自宅にて撮影。

石原 昌淳 （いしはら しょうじゅん、1900年（明治33年）2月5日 - 1995年（平成7年）10月16日）は、沖縄県の政治家、実業家。
戦前は旧美里村議会議員、美里村助役、沖縄県会議員を、戦後のアメリカ施政権下では沖縄民政（沖縄民政府）議会議員、群島議会議員、琉球政府立法院議員、同中央教育委員会委員長、琉球工業連合会副会長、沖縄製塩社長などを務めた。勲五等瑞宝章受章。

## 経歴
1900年（明治33年）、現在の沖縄県沖縄市泡瀬地区にて生まれる。
大正の末期から昭和10年頃にかけての沖縄の政治界は、本土の二大政党であった民政党と政友会との対立に巻き込まれて、激しい勢力争いが続いていた。沖縄県選出の国会議員や県会議員のほとんどもこの二大政党のいずれかに属し、選挙の際には自派の議員の選出に懸命であった。当時の沖縄の人々は、この民政党と政友会との対立をシルー（民政党、白色の意味）クルー（政友会、黒色の意味）の対立と呼んでいた。白黒抗争が激しくなったのは、選挙権付与の条件であった納税額（国税年3円）の制限が撤廃されて、有権者数が増加した1928年（昭和3年）の第16回衆議院議員総選挙（第1回普通選挙）以後であった。石原昌淳の出身地である沖縄県美里村、泡瀬地域も例に漏れず、県会議員選挙、村長選挙のみならず区長選挙にまで激しい政争が繰り広げられた。これらの政争が1930年（昭和5年）頃から数年にわたり、泡瀬の字内にも持ち込まれたため、それまでは至って融和的であった字民の人間関係には次第に軋轢が生じ、字民の社会生活を暗くしていった。昭和に入ってから、白黒の政治抗争は沖縄県各地で大なり小なり見られ、特に中部の中頭郡内は政争が激しかったようであるが、政争による泡瀬の感情的対立を憂慮した者たちによって、政争解消への動きが活発化していった。その推進役となったのが、当時、美里村助役であった石原昌淳と、前収入役の伊佐真安、並びに両人に協力を惜しまなかった数名の有志であった。
彼らの白黒解消運動は次第に功を奏して賛同する者が増加し、やがて対立抗争解消のための調停委員会が結成されるに至った。調停委員会の委員は、5区に分かれた泡瀬の各区から選出された6名ずつ、計30人であった。この委員会によって慎重に作成された調停案は、字民総会において承認、可決された。案は以下のように、
- 泡瀬を5区に区分して5区制とする。
- 現在の字の組織は、泡瀬連合自治会へ組織替えをする。

というものであった。当時の泡瀬が大きな字であったことも対立抗争を生んだ一因で、解消のためには5区制に移行する必要があったが、その後、各区の区民総会及び字民総会において承認、可決されることになった。
1937年（昭和12年）5月から、泡瀬はこれまでの1区制から5区制へと移行して、各区にそれぞれ区長が任命された。そして、泡瀬連合自治会長には、石原昌淳が任命された。5区制移行後の事業には、以下のようなものがある。
1. 市場の北側にあった池の一部を埋め立て、昭和15年頃に新しく連合自治会事務所を建設した。ここでは、村芝居も行われた。
2. 旧事務所は、改修して青年会と婦人会の事務所及び図書館として活用した。
3. 市場周辺を整備して、市場及び字の集会場として活用した。
4. 連合自治会の役員の中に、参与として青年会代表、婦人会代表を加え字民の声を、自治行政に反映させるようにした。

このようにして、長年にわたる泡瀬の白黒の政争は、字民の協力、反省と自覚によって解消し、従前にも増して平穏で、活気のある泡瀬へと甦って行った。石原昌淳は、この様に地方自治のリーダーであった。
1939年（昭和14年）頃から製材業を営むが、前述の通り1946年（昭和21年）に沖縄市の前身である旧美里村助役、米軍統治下の群島 (沖縄)議員、そして沖縄群島政府解消後の1952年（昭和27年）3月には第1回立法院議員総選挙に第4区から社大党（沖縄社会大衆党 ）所属で出馬し当選し、琉球政府時代の政治家として活躍した。
一方、1946年（昭和21年）に現在の沖縄市泡瀬に沖縄製塩を設立し、沖縄戦で荒廃した泡瀬塩田の復興と改良に努め、1954年には近代的効用罐式製塩工場を完成させて、戦後の沖縄で塩の安定供給を可能とし、沖縄における近代的製塩業の基礎を築いた。その経験が認められて1957年には琉球工業連合会副会長に任命された。また、1958年琉球政府中央教育委員会委員にも任命され、約10年間の在任期間中（1964年 - 1967年）には、同委員長も務めた。
1948年（昭和23年）、石原昌淳らが中心となり泡瀬復興のため泡瀬復興期成会が組織された。その大きな目的は、終戦後、避難先から帰った泡瀬住民の居住地が軍用地に接収されたので、泡瀬軍用地の早期開放を当時の米国民政府に陳情することであった。そして1959年（昭和34年）、泡瀬内海を軍の費用で埋め立て代替の居住地として泡瀬住民に与えることを陳情する「泡瀬内海埋立に関する陳情書と事業計画書」を米国民政府へ提出した。その結果、1966年（昭和41年）泡瀬内海埋立事業は、竣工することになる。
1970年4月29日、長年の功績に対して勲五等瑞宝章を授与された。
1972年の沖縄返還後に塩の専売制が導入されると、沖縄県の製塩業は歴史の幕を閉じたが、その後も沖縄塩元売社長及び会長を歴任し、晩年まで「塩」に関わる仕事で活躍した。

## 著書
- 『泡瀬と塩』　石原昌淳編（沖縄製塩,1973年）-塩事業センター塩業資料室トップ　蔵書検索

## 受章
- 1970年4月29日 - 勲五等瑞宝章（第1844624号）
- 1970年12月9日 - オグレスビー氏工業功労者賞[3]
- 1983年11月3日 - 沖縄県功労章(地方自治部門)[4][5]